# U-143 (1940)
U-143 – niemiecki okręt podwodny (U-Boot) typu II D z okresu II wojny światowej. Okręt wszedł do służby we wrześniu 1940 roku. Wybrani dowódcy: Oblt. Ernst Mengersen, Oblt. Helmut Möhlmann, Oblt. Harald Gelhaus.

## Historia
Wykorzystywany głównie jako jednostka szkolna. Podczas ostatniego ze swoich czterech patroli bojowych zatopił statek handlowy – norweski frachtowiec „Inger” (1 409 BRT).
Poddany 5 maja 1945 roku na wyspie Helgoland, przebazowany z Wilhelmshaven do Loch Ryan w Szkocji. Zatopiony 22 grudnia 1945 roku podczas operacji Deadlight.